# Neftçala (distriktshuvudort i Azerbajdzjan)
Neftçala (ryska: Нефтечала) är en distriktshuvudort i Azerbajdzjan.   Den ligger i distriktet Nefttjala, i den sydöstra delen av landet, 120 km söder om huvudstaden Baku. Antalet invånare är 18 661.
Terrängen runt Neftçala är mycket platt. Neftçala är det största samhället i trakten.
Omgivningarna runt Neftçala är i huvudsak ett öppet busklandskap. Runt Neftçala är det ganska glesbefolkat, med 47 invånare per kvadratkilometer.